# Lac Hat
Pour les articles homonymes, voir Hat.
Le lac Hat (en anglais : Hat Lake) est un lac américain dans le comté de Shasta, en Californie. Il est situé à 1 957 mètres d'altitude au sein du parc national volcanique de Lassen.